# Amazonis Planitia
Amazonis Planitia ist eine ausgedehnte ebene Region auf dem Planeten Mars im Amazonis-Gradfeld. Benannt wurde sie nach den Amazonen aus der griechischen Mythologie.
Das Zentrum der Region liegt in 16° nördlicher Breite und 158° westlicher Länge und hat eine Fläche von etwa 2 Millionen km². Sie liegt westlich des erloschenen Schildvulkans Olympus Mons.
Amazonis Planitia entstand in der geologisch jüngsten Phase der Marsentstehung, der Amazonischen Periode, die vor 1,8 Mrd. Jahren begann. Durch gewaltige Lavaeruptionen der Vulkane der Tharsis-Region wurden weite Ebenen ausgebildet. Die Bildung von Amazonis Planitia dürfte vor etwa 100 Millionen Jahren abgeschlossen worden sein.